# MG B
La MG B è un'autovettura sportiva prodotta dalla casa automobilistica MG (del gruppo British Motor Corporation, poi British Leyland) dal 1962 al 1980.
La MG B fu un modello fondamentale per la casa di Abingdon (UK), perché fu la sua prima sportiva con scocca portante. L'impostazione era classica: trazione posteriore, motore longitudinale, sospensioni posteriori a ponte rigido, ammortizzatori a leva e cambio meccanico a 4 rapporti con overdrive sulla 4ª.

## Mk 1 (1962-1967)

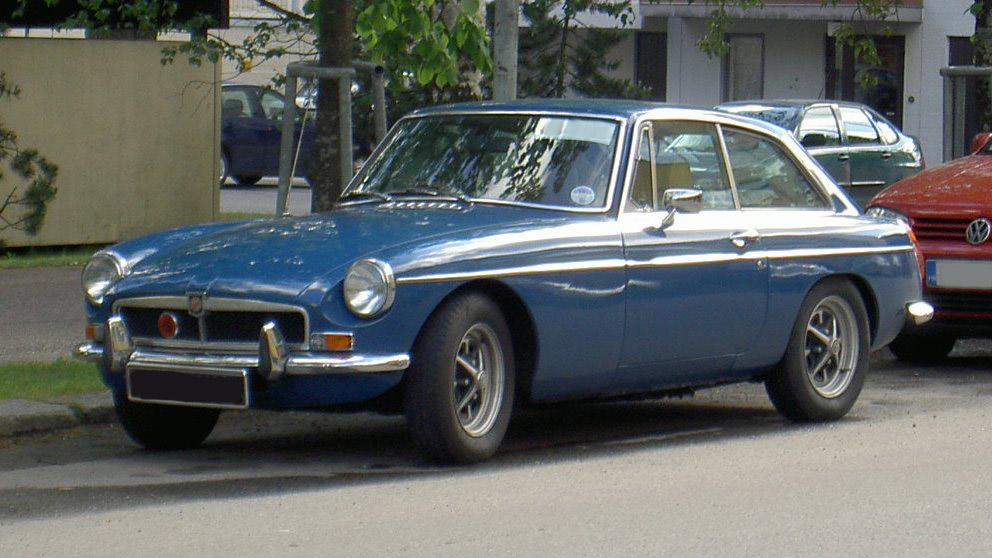
MGB GT, la versione coupé

Al momento del debutto era disponibile la sola versione spider a 2 posti, spinta da un motore (di origine BMC) 4 cilindri in linea bi-carburatore di 1798 cm³ da 94 cv a tre supporti; dal 1964 grazie all'adozione di altri due supporti, il motore divenne più stabile ed acquistò un cv di potenza portandosi a 95 cv. Le finiture curate (i sedili erano in pelle), le ruote a raggi con gallettone centrale, la linea gradevolmente classica. In origine avrebbe dovuto avere i due cofani e gli sportelli in alluminio, ma poi per contenere i costi si decise di montare solo il cofano motore in alluminio.
Nel 1965 alla spider, ora denominata MG B Roadster, venne affiancata la versione coupé 2+2 con portellone (al cui disegno collaborò anche Pininfarina), commercializzata col nome di MG B GT. Il motore era lo stesso della versione aperta. Anche la coupé aveva cofano motore in alluminio.

## Mk 2 (1967-1974)

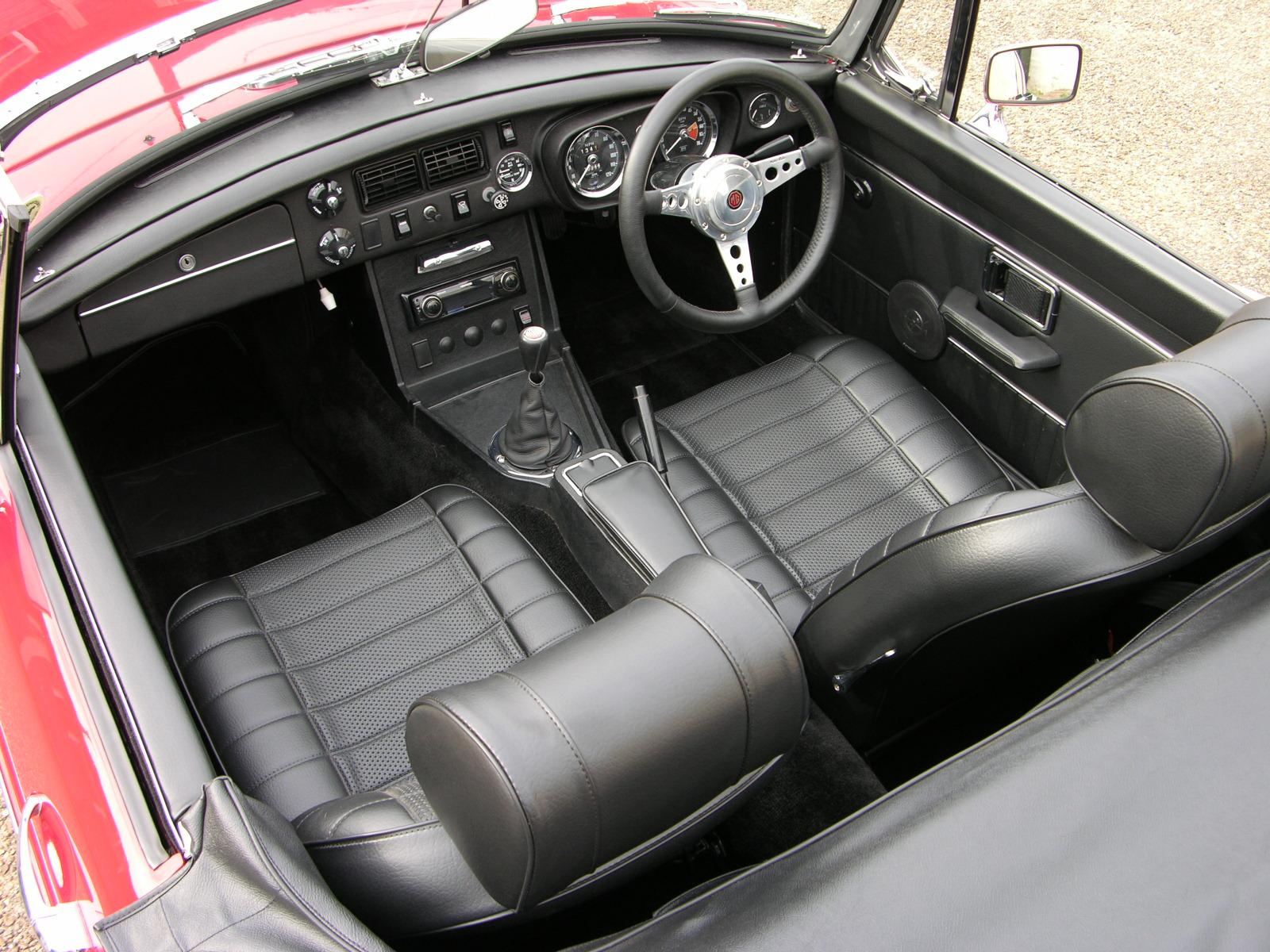
Interni di una MG B del 1973

Nel 1967, per contenere i costi di produzione, cofani, portiere e, sulla coupé, portellone posteriore divennero in lamiera d'acciaio. Anche le finiture interne furono semplificate: sedili in finta pelle, e componentistica proveniente da altri modelli BMC. In compenso venne migliorata la trasmissione (sincronizzatori su tutte le marce, diversa rapportatura). Tutto questo però aumentò il peso a vuoto della vettura che da 872 kg si portò a 970 kg.
Sempre nel 1967 viene montato un sei cilindri in linea da 2912 cc con 145 cv; il modello viene chiamato MGC (proposto anche in versione GT) e rimane in listino fino al 1969.
Ancora nel 1969 il gruppo BMC, di cui la MG faceva parte, venne assorbito dalla British Leyland, diventando così British Leyland Motor Corporation. I cambiamenti estetici si vedevano dal cambiamento della mascherina anteriore (più incassata e senza cromature), dal nuovo volante più sportivo e dal marchio Leyland all'altezza dei parafanghi anteriori.
Nel 1973, alla vigilia della crisi petrolifera di novembre, venne lanciata la MG B GT V8, vale a dire una MG B GT spinta dal V8 Rover da 3537 cm³ con 137 CV.
Mentre la 6 cilindri in linea (MG C) era distinguibile per una protuberanza tondeggiante sul cofano anteriore, la V8 subì modifiche strutturali volte ad ospitare il possente motore senza però modificare il cofano che rimaneva piatto.

## Mk 3 (1974-1980)

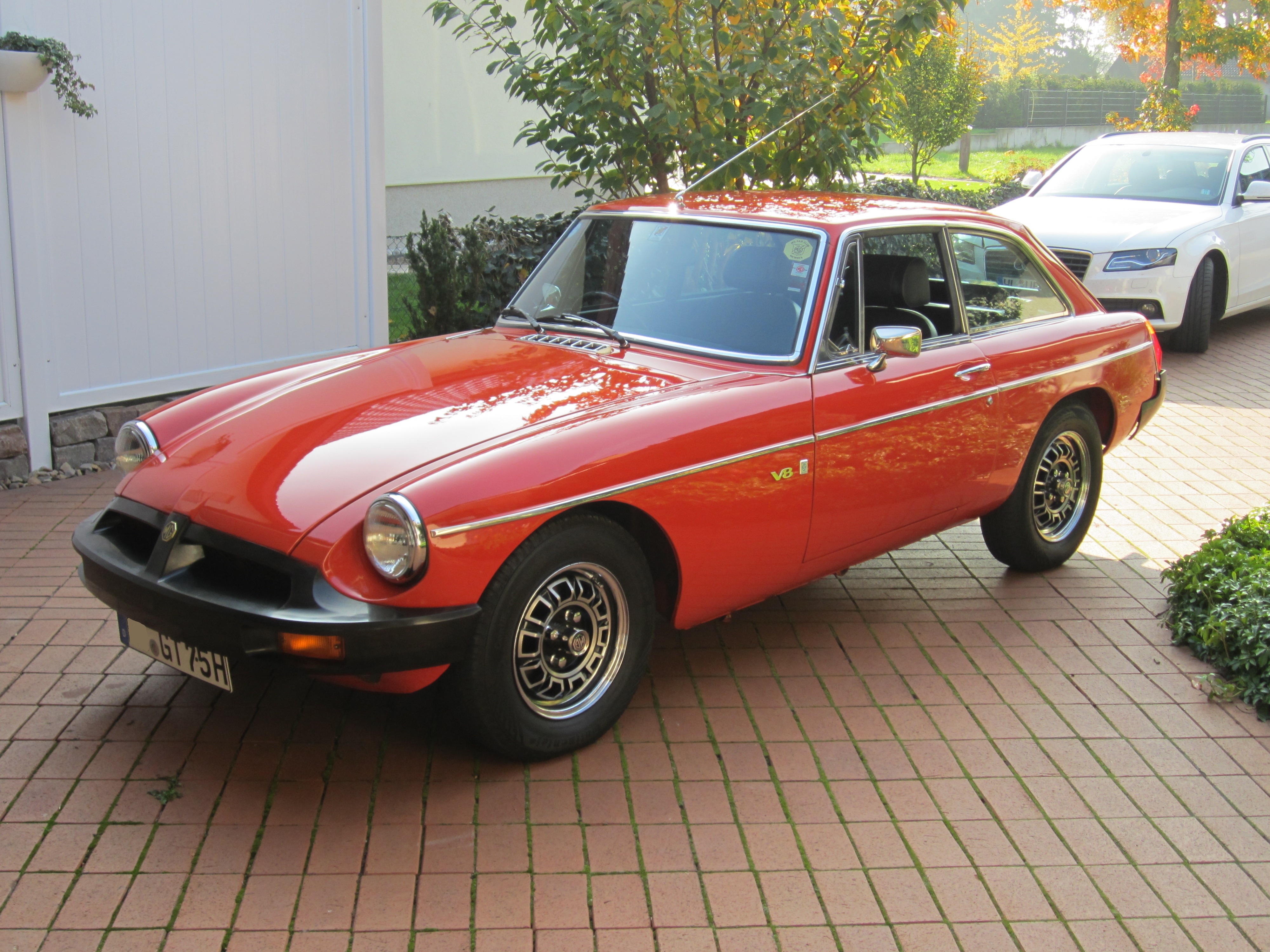
MGB GT V8 del 1975; notare il paraurti in plastica anziché in metallo cromato

Nel 1974 arrivò la terza serie di MG B, sia Roadster che coupé. Le novità riguardarono il muso (mascherina ridisegnata, cofano allungato) e i paraurti (ora neri e in gomma, per rispettare le nuove norme USA). Il motore 1800 venne adeguato ai parametri d'inquinamento degli Stati Uniti. La potenza scese a 82 CV perché aveva un solo carburatore in luogo dei due precedenti. Invariato, invece, il V8, che comunque fu eliminato dalla gamma nel 1976.
Fino al 1980, anno di uscita dal listino, furono prodotte 512.112 MG B, tra spyder e coupé. Una cifra ragguardevole per il tipo di vettura e che restò un record per vari anni tra le vetture "scoperte", fino all'uscita sul mercato della Mazda MX-5.